# Air Austral
Air Austral es una aerolínea francesa con base en Saint-Denis, Reunión, Francia. Efectúa vuelos regulares y no regulares de Reunión. Su principal base de operaciones es el Aeropuerto Roland Garros en Saint-Denis.

## Historia
1975: Aniversario de la aviación comercial en Reunion, Mr Gérard Ethève creó Réunion Air Service.
1977: RAS inauguró la primera ruta entre la Isla de Reunion y Mayotte con un HS-748 con 32 asientos.
1986: Reunion Air Service se convirtió en Air Reunion.
Octubre de 1990: Air Reunion es adquirida por SEMATRA y aliados financieros.
Noviembre de 1990: Air Réunion convierte a Air Austral, en la compañía regional francesa en el Océano Índico.
Diciembre de 1990: Adquisición del primer Boeing 737.
1994: Adquisición del segundo Boeing 737.
1997: Adquisición del tercer Boeing 737.
2000: Adquisición de un ATR 72-500.
Desde esta fecha, Air Austral vuela a Sudáfrica, Comores, Isla Mauricio, Madagascar (Antananarivo, Tamatave, Nosy-Bé, Majunga), Mayotte y las Seychelles desde el Aeropuerto Internacional de Saint Denis, y Mauricio desde el aeropuerto de Saint Pierre.
Junio de 2003: Air Austral comenzó a efectuar vuelos de largo radio con la inauguración de la ruta Reunion - París Charles de Gaulle, con dos Boeing 777-200ER.
Junio de 2005: Adquisición del tercer Boeing 777-200ER.
Julio de 2005: Apertura de una nueva ruta entre Reunion y Marsella. Air Austral opera el Boeing 777-200ER para servir Mayotte.
Noviembre de 2005: Apertura de una nueva ruta entre Reunion y Lyon (via Marsella).
Marzo de 2007: Apertura de una nueva ruta entre Reunion y Toulouse (via Marsella).
Abril de 2008: Nuevos uniformes para directivos y tripulantes. Air Austral ha confiado el diseño de los uniformes a Balenciaga.
Agosto de 2008: Introducción del ATR 72-500, registro F-OZSE. ZSE es el código internacional para el aeropuerto internacional de Saint-Pierre Pierrefonds.
Marzo de 2009: Nuevo ATR 72-500 para la aerolínea, registro F-OMRU, dedicado a vuelos regionales entre Reunion y Mauricio o Madagascar.

## Destinos
Air Austral actualmente vuela a quince destinos del mundo. Once en África, dos en Francia, dos en Asia.

## Flota

### Flota Actual
La flota de Air Austral incluye los siguientes aviones. La media de edad de la flota de Air Austral, a agosto de 2022, 5.8 años:

### Nombre de las clases
Air Austral ofrece tres clases de servicio: Club Austral, Classe Confort y Classe Loisirs, que corresponden a Turista, Turista Premium, y Business, respectivamente.